# Stopče
Stopče je naselje v Občini Šentjur.